# Worms-Weinsheim
Weinsheim ist ein etwa vier Kilometer südwestlich der Kernstadt liegender Stadtteil der Stadt Worms mit circa 2700 Einwohnern. Ursprünglich rein landwirtschaftlich geprägt, dient Weinsheim heute auch als stadtnahes Wohngebiet.

## Geographie
Weinsheim liegt am Südrand der Eisbachaue im Übergangsbereich zu den flachen Ausläufern eines fruchtbaren Lössriedels. Das west-ost-gerichtete Straßendorf wurde seit dem Beginn des 20. Jahrhunderts zunächst nach Osten und später nach Norden erweitert, wo es mit dem nördlich des Eisbachs gelegenen Stadtteil Horchheim weitgehend zusammengewachsen ist. Östlich des Altorts liegt die so genannte „Ostpreußensiedlung“, die nach dem Zweiten Weltkrieg für Heimatvertriebene angelegt wurde.
Weinsheim grenzt im Westen an Wiesoppenheim, im Norden an Horchheim und im Nordosten an die zur Kernstadt von Worms gehörenden Wohngebiete Nikolaus-Ehlen-Siedlung und Karl-Marx-Siedlung. Im Süden liegen die pfälzischen Gemeinden Bobenheim-Roxheim und Kleinniedesheim.

## Geschichte
Weinsheim wurde erstmals 804 in einer Urkunde über eine Schenkung an das Kloster Fulda genannt. Seit dem 14. Jahrhundert gehörte das Dorf als Lehen des Hochstifts Worms zur Herrschaft Stauf. 1388 gingen diese Herrschaftsrechte an die Grafen von Sponheim-Bolanden und 1393 an die Grafen von Nassau-Saarbrücken über. In einem 1427 geschlossenen Vertrag teilten sich das Hochstift Worms und die Grafen von Nassau-Saarbrücken die Eigentumsrechte an Weinsheim und acht weiteren Dörfern. Als der nassauisch-saarbrückische Teil 1683 bzw. 1706 an die Kurpfalz kam, gab diese ihre Rechte an das Hochstift Worms weiter, das damit einziger Besitzer von Weinsheim war. 1794 wurde das Dorf im Zuge der Koalitionskriege von französischen Truppen besetzt. 1815/16 wurde Weinsheim dann dem Großherzogtum Hessen zugeordnet.
Einen eigenen Bürgermeister besaß Weinsheim seit 1715; zwischen 1792 und 1831 wurde das Dorf aber als Teil des benachbarten Ortes Wiesoppenheim verwaltet. Am 1. April 1942 wurde Weinsheim gemeinsam mit Herrnsheim, Horchheim und Leiselheim in Worms eingemeindet.

## Wappen
Blasonierung: In geteiltem Schild in blau ein goldener Schlüssel, unten in gold eine blaue Traube mit grünen Blättern.
Der goldene Schlüssel verweist auf das Wappen des Bistums Worms, das vor der französischen Revolution Besitzer des Ortes war. Die Traube nimmt zum einen als redendes Wappen den Ortsnamen auf, erinnert aber auch gleichzeitig an die Rebflächen südlich des Dorfes und die wirtschaftliche Bedeutung des Weinbaus.

## Politik

### Ortsbeirat
Für den Stadtteil Worms-Weinsheim wurde ein Ortsbezirk gebildet. Dem Ortsbeirat gehören elf Beiratsmitglieder an, den Vorsitz im Ortsbeirat führt der direkt gewählte Ortsvorsteher.
Zum Ortsbeirat siehe die Ergebnisse der Kommunalwahlen in Worms.

### Ortsvorsteher
Ortsvorsteher ist Klaus-Peter Fuhrmann (SPD). Bei der Stichwahl am 16. Juni 2019 konnte er sich mit einem Stimmenanteil von 55,1 % durchsetzen, nachdem bei der Kommunalwahl am 26. Mai 2019 keiner der ursprünglich drei Kandidaten die notwendige Mehrheit erreicht hatte. Bei der Kommunalwahl am 9. Juni 2024 setzte er sich mit einem Stimmenanteil von 59,3 % gegen eine Mitbewerberin durch.

## Sehenswürdigkeiten
- Bonifatiuskirche von 1835/38
- Gedächtniskreuz für Ritter Lerch von Dirmstein, nach 1531
- Weinsheimer Zollhaus, um 1800; mit Anbauten der 1920er Jahre

## Feste
Die Weinsheimer Kirchweih findet am 2. Wochenende im September statt. Vor 1990 wurde die Kerb nach der Regel „Michel legt die Kerb“ am Sonntag nach Michaelis (29. September) gefeiert. Das Fest war deshalb als „letzte Kerb im Eisbachtal“ bekannt.

## Wirtschaft und Infrastruktur
In den 1880er Jahren gründete Philipp Weickel eine Asphalt- und Teerproduktefabrik am Weinsheimer Zollhaus. Das Unternehmen firmierte in den 1920er Jahren als Ph. Weickel AG. 1932 erwarb Nikolaus Sinewe die Fabrik, die nun in Chemische Werke Worms-Weinsheim GmbH umbenannt wurde. Neben Asphalt und Bautenschutzmitteln wurden später auch Dachpappe, Lacke und Farben hergestellt. 1969 Umbenennung in Chemische Werke Worms GmbH (CWW), 1974 Verkauf durch Familie Sinewe an die Plate / ATO-Unternehmensgruppe, 1989 Übernahme durch die Rütgers AG. Herstellung von Schalldämm-Folien. 2002 ging das Werk als CWW-Gerko an die neu gegründete AKsys GmbH über. 2010 Gründung der FAIST ChemTec GmbH, die u. a. das Werk in Weinsheim von der insolventen Aksys-Gruppe erwarb. Das Chemiewerk in Weinsheim war Hauptsitz der FAIST ChemTec GmbH. 2019 Übernahme durch die Schweizer Sika AG und Umfirmierung in Sika Automotive Frankfurt-Worms GmbH.

## Persönlichkeiten
- Alfons Rissberger (* 1948), Unternehmer, Unternehmensberater und Autor. Ideengeber und Gründungsvorstand der Initiative D21.